# Apraham Bédros Ier Ardzivian
Apraham Bédros Ier Ardzivian (en arménien Աբրահամ Պետրոս Ա Արծիվյան), né en 1679 et mort en 1749, est le premier primat de l'Église catholique arménienne, entre le 26 novembre 1740 et le 1er octobre 1749.

## Biographie
Apraham ou Abraham Ardzivian naît en 1679 à Aïntab. Il est ordonné prêtre, devient vartaped et commence son ministère en Cilicie. Il bénéficie alors de l’appui du coadjuteur Petros II d’Alep, favorable à l'union avec l'Église romaine, et devient évêque arménien d’Alep en 1710. En 1714, il est arrêté et condamné aux galères pour prosélytisme catholique à la demande des traditionalistes arméniens. Libéré, il est emprisonné sur l’île d'Arouad de 1719 à 1721.
Il est de nouveau libéré à condition de ne plus revenir à Alep. Il acquiert le couvent de Mar Georges Avkar au Liban où il crée un ordre religieux. Il consacre alors trois évêques en « communion avec Rome ». Mettant à profit la mort du Catholicos de Cilicie, Ghoukas Ier de Sis, en 1737, il est élu par eux le 26 novembre 1740 Catholicos de Cilicie. Cette élection est bien entendu contestée par la majorité du clergé et de la population arménienne qui donne le siège à Michael Ier de Sis (1737-1758).
Abraham Ardzivian se rend à Rome ou il obtient du pape Benoît XIV le pallium et le titre de « Patriarche de Cilicie  » le 8 décembre 1742, fondant ainsi l'Église catholique arménienne. À cette occasion, il adopte le second prénom de « Pierre » (Bédros), tradition qui est reprise par tous ses successeurs jusqu’à ce jour.
De retour en Cilicie, il doit se retirer au mont Liban où il meurt le 1er octobre 1749.